# 宮本直樹 (厚生労働官僚)
宮本 直樹（みやもと なおき、1967年〈昭和42年〉2月17日 - ）は、日本の厚生・厚生労働官僚。

## 経歴
北海道札幌市出身。北海道札幌北高等学校を経て、1991年3月に一橋大学法学部卒業。国家公務員採用Ⅰ種試験（法律）に合格し、同年4月厚生省入省。職業安定局雇用開発部障害者雇用対策課長、保険局保険課長、年金局事業企画課長、子ども家庭局総務課長、参事官（総合政策統括担当）、大臣官房審議官（医政・精神保健医療担当）、大臣官房審議官（健康・生活衛生・総合政策担当）を歴任。子ども家庭局総務課長を務めた際には、親の体罰禁止を初めて明記した改正児童虐待対策関連法の成立を受け、体罰の範囲や考え方を策定する議論に携わった。
2025年（令和7年）7月8日、厚生労働省医薬局長に就任。

## 年譜
- 1991年
  - 03月：一橋大学法学部卒業[1]
  - 04月：厚生省入省、厚生省大臣官房人事課[1]
- 1992年（平成4年）6月 - 厚生省年金局企画課[1]
- 1993年（平成5年）7月 - 厚生省社会・援護局地域福祉課[1]
- 1994年（平成6年）4月 - 内閣官房内政審議室[1]
- 1996年（平成8年）7月 - 厚生省大臣官房政策課[1]
- 1998年（平成10年）7月 - 厚生省老人保健福祉局企画課課長補佐[1]
- 2000年（平成12年）7月 - 厚生省保険局企画課老人医療企画室室長補佐[1]
- 2001年（平成13年）
  - 1月 - 厚生労働省保険局総務課老人医療企画室長補佐（省庁再編）[1]
  - 4月 - 静岡県健康福祉部障害者支援総室長[1]
- 2004年（平成16年）4月 - 厚生労働省社会・援護局障害保健福祉部障害福祉課長補佐[1]
- 2005年（平成17年）8月 - 厚生労働省社会・援護局障害保健福祉部企画課長補佐[1]
- 2006年（平成18年）9月 - 厚生労働省医政局総務課長補佐[1]
- 2007年（平成19年）8月 - 厚生労働省健康局総務課長補佐[1]
- 2008年（平成20年）
  - 8月 - 厚生労働省大臣官房人事課副大臣秘書官事務取扱[1]
  - 9月 - 厚生労働省大臣官房総務課企画官（併：健康局、医薬食品局食品安全部）[1]
  - 12月 - 厚生労働省大臣官房総務課企画官（併：健康局、医薬食品局食品安全部、保険局）[1]
- 2011年（平成23年）7月 - 厚生労働省アフターサービス推進官[1]
- 2012年（平成24年）9月 - 厚生労働省大臣官房総務課企画官（併：内閣官房内閣参事官（内閣官房副長官補付）兼内閣官房社会保障改革担当室参事官[1]
- 2014年（平成26年）7月11日 - 厚生労働省職業安定局雇用開発部障害者雇用対策課長[1][12]
- 2015年（平成27年）10月1日 - 厚生労働省保険局保険課長[1][13]
- 2017年（平成29年）7月11日 - 厚生労働省年金局事業企画課長[6]
- 2019年（令和元年）7月9日 - 厚生労働省子ども家庭局総務課長[7]
- 2020年（令和2年）8月7日  - 厚生労働省参事官（総合政策統括担当）[8]
- 2023年（令和5年）7月4日 - 厚生労働省大臣官房審議官（医政・精神保健医療担当）[9]
- 2024年（令和6年）11月1日 - 厚生労働省大臣官房審議官（健康・生活衛生・総合政策担当）[10]
- 2025年（令和7年）7月8日 - 厚生労働省医薬局長[3]